# Moss FK
El Moss Fotballklubb es un equipo de fútbol de Noruega que milita en la Adeccoligaen, la segunda liga de fútbol más importante del país.

## Historia
Fue fundado en el año 1905 en la ciudad de Moss y posee una rivalidad con el Fredrikstad, el cual ha ganado más títulos. Ha sido campeón de liga en 1 ocasión y ha ganado el torneo de copa en 1 ocasión en 2 finales jugadas.
A nivel internacional ha participado en 3 torneos continentales, donde nunca ha podido avanzar más allá de la Primera Ronda.

## Palmarés
- Tippeligaen: 1

1987
- - Subcampeón: 1

1979
- Copa de Noruega: 1

1983
- - Finalista: 1

1981
- Fair Play ligaen: 1

2022

## Participación en competiciones de la UEFA
| Temporada | Torneo                     | Ronda         | Club              | Casa | Visita | Global |
| --------- | -------------------------- | ------------- | ----------------- | ---- | ------ | ------ |
| 1980/81   | UEFA Europa League         | Primera Ronda | Magdeburg         | 2-3  | 1-2    | 3-5    |
| 1984/85   | Recopa de Europa de Fútbol | Primera Ronda | Bayern Múnich     | 1-2  | 1-4    | 2-6    |
| 1988/89   | UEFA Champions League      | Primera Ronda | Real Madrid C. F. | 0–1  | 0-3    | 0-4    |